# سرمچار
سَرمَچار اصطلاحی برای اشاره به نیروهای شبه نظامی مسلح بلوچ است  که گاهی به آنها "مزار" یا "مزاران" هم گفته می‌شود. 
این اصطلاح پس از آغاز کشمکش بلوچستان در سال ۱۹۴۸ توسط شبیه نظامیان بلوچ برای اشاره به جنگجویان خود مورد استفاده قرار گرفت و وارد ادبیات بلوچی شد.
«مَچار» در زبان بلوچی به معنی «نگاه نکن» است و سَرمَچار به کسی گفته می‌شود که در راه رسیدن به آرمان خود یعنی آزادی، پروای سر خود را ندارد و به آن نمی اندیشد یا حاضر به فدای آن است. در زبان ساده به «مبارزان چریکی» ترجمه می‌شود.
کشورهای پاکستان و ایران سرمچاران بلوچ را تروریست می‌نامند و خواسته‌های آن‌ها را نامشروع می‌دانند.
گفتنی‌است که واژهٔ سرمچار هم‌معنی «پیشمرگ» در زبان کردی و هم‌معنی «گانیسپار» در زبان گیلکی می‌باشد.

## همچنین ببینید
- جبهه آزادی بخش بلوچستان
- ارتش آزادی بخش بلوچستان
- شورش در بلوچستان